# Periciminis
Els periciminis (Pericymini) són una tribu de lepidòpters ditrisis de la família dels erèbids (Erebidae), subfamília Erebinae.

## Gèneres
- Pericyma
- Zethes